# Supercopa de la UEFA 2022
La Supercopa de la UEFA 2022 fue la 47.a edición de la Supercopa de la UEFA, partido anual de fútbol organizado por la UEFA que enfrentó a los ganadores de las dos principales competiciones europeas a nivel de clubes, la Liga de Campeones y la Liga Europa. El encuentro fue disputado entre el Real Madrid Club de Fútbol español, vencedor de la Liga de Campeones de la UEFA 2021-22 y el Eintracht Fráncfort alemán, vencedor de la Liga Europa de la UEFA 2021-22, en el Estadio Olímpico de Helsinki, en la ciudad de Helsinki, Finlandia, el 10 de agosto de 2022.
El partido fue el primero oficial tanto en Europa como en competiciones UEFA con la tecnología del fuera de juego semiautomátizado (SAOT - Semi-automated offside technology), a utilizarse también por la FIFA en la Copa Mundial de Fútbol de 2022.
El encuentro finalizó con victoria 2-0 para el equipo blanco, igualando en lo más alto del palmarés al F. C. Barcelona y al A. C. Milan con 5 Supercopas de Europa; del mismo modo, los equipos españoles han ganado 10 de las últimas 14 ediciones; y solo en 2 no disputaron el torneo (2013 y 2019).

## Equipos participantes
En negrita ediciones donde el equipo salió ganador.
| Equipo              | Vía de clasificación                               | Participaciones previas                      |
| ------------------- | -------------------------------------------------- | -------------------------------------------- |
| Real Madrid C. F.   | Campeón de la Liga de Campeones de la UEFA 2021-22 | 7 (1998, 2000, 2002, 2014, 2016, 2017, 2018) |
| Eintracht Frankfurt | Campeón de la Liga Europa de la UEFA 2021-22       | Debutante                                    |

## Lugar
El Estadio Olímpico de Helsinki fue la sede de la final de la Supercopa de la XLVII edición. El estadio alberga los partidos de la Selección de fútbol de Finlandia.

## Final
| 1     | POR   | Thibaut Courtois |     |
| 2     | DEF   | Dani Carvajal    | 85' |
| 3     | DEF   | Éder Militão     |     |
| 4     | DEF   | David Alaba      |     |
| 23    | DEF   | Ferland Mendy    |     |
| 14    | MED   | Carlos Casemiro  |     |
| 8     | MED   | Toni Kroos       | 85' |
| 10    | MED   | Luka Modrić      | 67' |
| 15    | DEL   | Fede Valverde    | 76' |
| 9     | DEL   | Karim Benzema    |     |
| 20    | DEL   | Vinícius Júnior  | 85' |
| D. T. | D. T. | Carlo Ancelotti  |     |

| 1     | POR   | Kevin Trapp         |     |
| 18    | DEF   | Almamy Touré        | 70' |
| 35    | DEF   | Tuta                |     |
| 2     | DEF   | Evan N'Dicka        |     |
| 8     | MED   | Djibril Sow         |     |
| 17    | MED   | Sebastian Rode      | 58' |
| 36    | MED   | Ansgar Knauff       |     |
| 25    | MED   | Christopher Lenz    |     |
| 15    | DEL   | Daichi Kamada       |     |
| 19    | DEL   | Rafael Santos Borré |     |
| 29    | DEL   | Jesper Lindstrøm    | 58' |
| D. T. | D. T. | Oliver Glasner      |     |

| 21 | DEL | Rodrygo Goes        | 67' |
| 25 | MED | Eduardo Camavinga   | 76' |
| 22 | DEF | Antonio Rüdiger     | 85' |
| 18 | MED | Aurélien Tchouaméni | 85' |
| 19 | MED | Dani Ceballos       | 85' |

| 27 | MED | Mario Götze       | 58' |
| 9  | DEL | Randal Kolo Muani | 58' |
| 21 | DEL | Lucas Alario      | 70' |

| 37' · 65' | David Alaba Karim Benzema | 1:0 2:0 |

| 90+2' | Lucas Alario |

| Principal  | Michael Oliver |
| Asistentes | Stuart Burt    |
|            | Simon Bennett  |
| Cuarto     | Donatas Rumšas |

| VAR            | Tomasz Kwiatkowski  |
| Asistentes VAR | Bartosz Frankowkski |
|                | Tiago Martins       |

|                    |    |    |
| Tiros              | 13 | 6  |
| Tiros a puerta     | 6  | 3  |
| Faltas             | 7  | 14 |
| Saques de esquina  | 3  | 1  |
| Fueras de juego    | 2  | 4  |
| Posesión del balón | 57 | 43 |

| Alineación inicial |

| 1     | POR   | Thibaut Courtois |     |
| 2     | DEF   | Dani Carvajal    | 85' |
| 3     | DEF   | Éder Militão     |     |
| 4     | DEF   | David Alaba      |     |
| 23    | DEF   | Ferland Mendy    |     |
| 14    | MED   | Carlos Casemiro  |     |
| 8     | MED   | Toni Kroos       | 85' |
| 10    | MED   | Luka Modrić      | 67' |
| 15    | DEL   | Fede Valverde    | 76' |
| 9     | DEL   | Karim Benzema    |     |
| 20    | DEL   | Vinícius Júnior  | 85' |
| D. T. | D. T. | Carlo Ancelotti  |     |

| 1     | POR   | Kevin Trapp         |     |
| 18    | DEF   | Almamy Touré        | 70' |
| 35    | DEF   | Tuta                |     |
| 2     | DEF   | Evan N'Dicka        |     |
| 8     | MED   | Djibril Sow         |     |
| 17    | MED   | Sebastian Rode      | 58' |
| 36    | MED   | Ansgar Knauff       |     |
| 25    | MED   | Christopher Lenz    |     |
| 15    | DEL   | Daichi Kamada       |     |
| 19    | DEL   | Rafael Santos Borré |     |
| 29    | DEL   | Jesper Lindstrøm    | 58' |
| D. T. | D. T. | Oliver Glasner      |     |

| 21 | DEL | Rodrygo Goes        | 67' |
| 25 | MED | Eduardo Camavinga   | 76' |
| 22 | DEF | Antonio Rüdiger     | 85' |
| 18 | MED | Aurélien Tchouaméni | 85' |
| 19 | MED | Dani Ceballos       | 85' |

| 27 | MED | Mario Götze       | 58' |
| 9  | DEL | Randal Kolo Muani | 58' |
| 21 | DEL | Lucas Alario      | 70' |

| 37' · 65' | David Alaba Karim Benzema | 1:0 2:0 |

| 90+2' | Lucas Alario |

| Principal  | Michael Oliver |
| Asistentes | Stuart Burt    |
|            | Simon Bennett  |
| Cuarto     | Donatas Rumšas |

| VAR            | Tomasz Kwiatkowski  |
| Asistentes VAR | Bartosz Frankowkski |
|                | Tiago Martins       |

|                    |    |    |
| Tiros              | 13 | 6  |
| Tiros a puerta     | 6  | 3  |
| Faltas             | 7  | 14 |
| Saques de esquina  | 3  | 1  |
| Fueras de juego    | 2  | 4  |
| Posesión del balón | 57 | 43 |

| Alineación inicial |

| 1     | POR   | Thibaut Courtois |     |
| 2     | DEF   | Dani Carvajal    | 85' |
| 3     | DEF   | Éder Militão     |     |
| 4     | DEF   | David Alaba      |     |
| 23    | DEF   | Ferland Mendy    |     |
| 14    | MED   | Carlos Casemiro  |     |
| 8     | MED   | Toni Kroos       | 85' |
| 10    | MED   | Luka Modrić      | 67' |
| 15    | DEL   | Fede Valverde    | 76' |
| 9     | DEL   | Karim Benzema    |     |
| 20    | DEL   | Vinícius Júnior  | 85' |
| D. T. | D. T. | Carlo Ancelotti  |     |

| 1     | POR   | Kevin Trapp         |     |
| 18    | DEF   | Almamy Touré        | 70' |
| 35    | DEF   | Tuta                |     |
| 2     | DEF   | Evan N'Dicka        |     |
| 8     | MED   | Djibril Sow         |     |
| 17    | MED   | Sebastian Rode      | 58' |
| 36    | MED   | Ansgar Knauff       |     |
| 25    | MED   | Christopher Lenz    |     |
| 15    | DEL   | Daichi Kamada       |     |
| 19    | DEL   | Rafael Santos Borré |     |
| 29    | DEL   | Jesper Lindstrøm    | 58' |
| D. T. | D. T. | Oliver Glasner      |     |

| 21 | DEL | Rodrygo Goes        | 67' |
| 25 | MED | Eduardo Camavinga   | 76' |
| 22 | DEF | Antonio Rüdiger     | 85' |
| 18 | MED | Aurélien Tchouaméni | 85' |
| 19 | MED | Dani Ceballos       | 85' |

| 27 | MED | Mario Götze       | 58' |
| 9  | DEL | Randal Kolo Muani | 58' |
| 21 | DEL | Lucas Alario      | 70' |

| 37' · 65' | David Alaba Karim Benzema | 1:0 2:0 |

| 90+2' | Lucas Alario |

| Principal  | Michael Oliver |
| Asistentes | Stuart Burt    |
|            | Simon Bennett  |
| Cuarto     | Donatas Rumšas |

| VAR            | Tomasz Kwiatkowski  |
| Asistentes VAR | Bartosz Frankowkski |
|                | Tiago Martins       |

|                    |    |    |
| Tiros              | 13 | 6  |
| Tiros a puerta     | 6  | 3  |
| Faltas             | 7  | 14 |
| Saques de esquina  | 3  | 1  |
| Fueras de juego    | 2  | 4  |
| Posesión del balón | 57 | 43 |

| Alineación inicial |

| 1     | POR   | Thibaut Courtois |     |
| 2     | DEF   | Dani Carvajal    | 85' |
| 3     | DEF   | Éder Militão     |     |
| 4     | DEF   | David Alaba      |     |
| 23    | DEF   | Ferland Mendy    |     |
| 14    | MED   | Carlos Casemiro  |     |
| 8     | MED   | Toni Kroos       | 85' |
| 10    | MED   | Luka Modrić      | 67' |
| 15    | DEL   | Fede Valverde    | 76' |
| 9     | DEL   | Karim Benzema    |     |
| 20    | DEL   | Vinícius Júnior  | 85' |
| D. T. | D. T. | Carlo Ancelotti  |     |

| 1     | POR   | Kevin Trapp         |     |
| 18    | DEF   | Almamy Touré        | 70' |
| 35    | DEF   | Tuta                |     |
| 2     | DEF   | Evan N'Dicka        |     |
| 8     | MED   | Djibril Sow         |     |
| 17    | MED   | Sebastian Rode      | 58' |
| 36    | MED   | Ansgar Knauff       |     |
| 25    | MED   | Christopher Lenz    |     |
| 15    | DEL   | Daichi Kamada       |     |
| 19    | DEL   | Rafael Santos Borré |     |
| 29    | DEL   | Jesper Lindstrøm    | 58' |
| D. T. | D. T. | Oliver Glasner      |     |

| 21 | DEL | Rodrygo Goes        | 67' |
| 25 | MED | Eduardo Camavinga   | 76' |
| 22 | DEF | Antonio Rüdiger     | 85' |
| 18 | MED | Aurélien Tchouaméni | 85' |
| 19 | MED | Dani Ceballos       | 85' |

| 27 | MED | Mario Götze       | 58' |
| 9  | DEL | Randal Kolo Muani | 58' |
| 21 | DEL | Lucas Alario      | 70' |

| 37' · 65' | David Alaba Karim Benzema | 1:0 2:0 |

| 90+2' | Lucas Alario |

| Principal  | Michael Oliver |
| Asistentes | Stuart Burt    |
|            | Simon Bennett  |
| Cuarto     | Donatas Rumšas |

| VAR            | Tomasz Kwiatkowski  |
| Asistentes VAR | Bartosz Frankowkski |
|                | Tiago Martins       |

|                    |    |    |
| Tiros              | 13 | 6  |
| Tiros a puerta     | 6  | 3  |
| Faltas             | 7  | 14 |
| Saques de esquina  | 3  | 1  |
| Fueras de juego    | 2  | 4  |
| Posesión del balón | 57 | 43 |

| Alineación inicial |

|                                |
| Bandera de España              |
| Campeón Real Madrid 5.º título |